# جائزة غرامي لأفضل أغنية R&B
جائزة الغرامي لأفضل أغنية R&B (بالإنجليزية: Grammy Award for best R&B Song)‏ هي جائزة تقدمها الأكاديمية الوطنية لتسجيل الفنون والعلوم (NARAS) سنويا ضمن حفل توزيع جوائز الغرامي،لأفضل أغنية موسيقى ريذم أند بلوز.

## الأكثر فوزا
| المركز  | الأول   | الثاني                                   | الثالث                                     |
| ------- | ------- | ---------------------------------------- | ------------------------------------------ |
| المغني  | بيونسيه | ستيفي وندر أليشيا كيز بيبي فيس بيل ويذرز | Johnta Austin أنيتا بيكر جاي غرايدون جي-زي |
| المجموع | 4 فوز   | 3 فوز                                    | 2 فوز                                      |

## الأكثر ترشيحا
| المركز          | الأول    | الثاني     | الثالث                            | الرابع                   | الخامس                                                          |
| --------------- | -------- | ---------- | --------------------------------- | ------------------------ | --------------------------------------------------------------- |
| المغني          | بيبي فيس | ستيفي وندر | بيونسيه Leon Huff Luther Vandross | رودني جيركنز إل. أي. ريد | أليشيا كيز برنس (موسيقي) داريل سيمونز ريتشارد فينش إيريكاه بادو |
| مجموع الترشيحات | 14 ترشيح | 8 ترشيح    | 7 ترشيح                           | 6 ترشيح                  | 5 ترشيح                                                         |